# Кочкуровський район
Кочку́ровський район (рос. Кочкуровский район, ерз. Кочкурбуе) — муніципальний район у складі Республіки Мордовія Російської Федерації.
Адміністративний центр — село Кочкурово.

## Населення
Населення району становить 9752 особи (2019, 10794 у 2010, 11829 у 2002).

## Адміністративно-територіальний поділ
На території району 8 сільських поселень:
| Поселення                                 | Площа, км² | Населення, осіб (2002) | Населення, осіб (2010) | Населення, осіб (2019) | Центр               | Населені пункти |
| ----------------------------------------- | ---------- | ---------------------- | ---------------------- | ---------------------- | ------------------- | --------------- |
| Булгаковське сільське поселення           | 74,12      | 684                    | 637                    | 621                    | Булгаково           | 6               |
| Качелайське сільське поселення            | 51,84      | 803                    | 702                    | 569                    | Качелай             | 3               |
| Кочкуровське сільське поселення           | 222,42     | 4102                   | 3929                   | 3754                   | Кочкурово           | 6               |
| Красномайське сільське поселення          | 62,05      | 597                    | 563                    | 527                    | Красномайський      | 5               |
| Мордовсько-Давидовське сільське поселення | 30,10      | 515                    | 500                    | 452                    | Мордовське Давидово | 2               |
| Підлісно-Тавлинське сільське поселення    | 75,10      | 702                    | 608                    | 573                    | Підлісна Тавла      | 1               |
| Сабаєвське сільське поселення             | 119,42     | 1341                   | 1092                   | 869                    | Сабаєво             | 3               |
| Семілейське сільське поселення            | 181,40     | 3085                   | 2763                   | 2387                   | Семілей             | 13              |

- 5 травня 2014 року було ліквідовано Воєводське сільське поселення та Новотурдаковське сільське поселення, їхні території увійшли до складу Семілейського сільського поселення[4].
- 17 травня 2018 року було ліквідовано Муранське сільське поселення та Новопирменське сільське поселення, їхні території увійшли до складу Кочкуровського сільського поселення[5].
- 24 квітня 2019 року було ліквідовано Старотурдаківське сільське поселення, його територія увійшла до складу Семілейського сільського поселення[6].

## Найбільші населені пункти
Найбільші населені пункти з чисельністю населення понад 1000 осіб:
| № | Населений пункт | Населення, осіб (2002) | Населення, осіб (2010) |
| - | --------------- | ---------------------- | ---------------------- |
| 1 | Кочкурово       | 3 259                  | 3 198                  |
| 2 | Сабаєво         | 1 249                  | 1 028                  |

## Персоналії
В поселенні народилися:
- Жидкін Володимир Ілліч (*1949) — мордовський біолог та еколог (с. Семілей).
- Калаганонь Керяз (*1961) — ерзянський скульптор, різьбяр по дереву (с. Підлісна Тавла).